# Ry Tanindraza nay malala ô
Ry Tanindrazanay malala ô è l'inno nazionale del Madagascar. Le parole dell'inno sono in malgascio; il titolo significa "O terra dei nostri amati padri". Fu composto nel 1958; la musica da Norbert Raharisoa e il testo da Pasteur Rahajason.

## Testo
| Ry Tanindrazanay malala ô Ry Madagasikara soa. Ny fitiavanay anao tsy miala, Fa ho anao ho anao doria tokoa.         | O cara Terra dei nostri antenati O bel Madagascar Il nostro amore per te non finirà mai E resterà eternamente fedele alla tua causa          |  |  |
| | |  |  |
| Tahionao ry Zanahary 'Ty Nosindrazanay ity Hiadana sy ho finaritra He sambatra tokoa izahay.                         | Benedici, o Creatore, Questa isola dei nostri padri Fa che conosca gioia e felicità E noi non chiederemo altro                               |  |  |
| Ry Tanindrazanay malala ô Irinay mba hanompoana anao Ny tena sy fo fanahy anananay 'zay sarobidy sy mendrika tokoa.  | O cara Terra dei nostri antenati Desideriamo di servirti Col nostro corpo, cuore e anima che abbiamo noi Che sono preziosissimi e più degni. |  |  |
| Ry Tanindrazanay malala ô Irinay mba hitahiana anao, Ka Ilay Nahary izao tontolo izao No fototra ijoroan'ny satanao. | O cara Terra dei nostri antenati Desideriamo che tu sia benedetta Che Colui che ha creato l'Universo È il fondamento dei tuoi usi e costumi. |  |  |
| | |  |  |